# Илья (икона из Кричева)
Илья — икона второй половины XVII века из Свято-Ильинской церкви в г. Кричеве. Хранится в Национальном художественном музее Республики Беларусь.

## Сюжет
Илья показан почти поколенно в светло-охристом хитоне, подвязанном коричнево-красным поясом, и голубым на оранжевой подкладке гиматии. В правой руке меч, на котором дата, в левой — белый свиток. Фон позолоченный с растительным орнаментом. Поля голубые с белым растительным орнаментом. Были валики, «камни».

## Иконография
Иконографическая схема, разработанная в византийском искусстве, была освоена во многих церквях Молдавии и России . Атрибутом этого святого является меч. Иконографическая аналогия — гравюра «Илья» в «Трефологионе».

## Происхождение
Икона выявлена до Великой Отечественной войны в Ильинской церкви Кричева.
Икона раскрыта бригадой реставраторов Государственного Русского музея в составе И. В. Ярыгиной, С. И. Голубева, Н. Г. Малкина, А. Т. Деднянкова в 1972-1975 годах (Ленинград).

## Выставки
- Тэмперны жывапіс Беларусі XV—XVIII стст. Мінск. 1988
- Мастацтва барока ў Беларусі. Мінск. 1991
- Мастацтва Магілёўшчыны XVII—XVIII стст. Мінск. 1998
- Датаваныя помнікі мастацтва Беларусі XVII—XVIII стст. Мінск. 2000.
- Іканапіс і разьба Беларусі XV—XVIII стст. Мінск. 2000

## В культуре

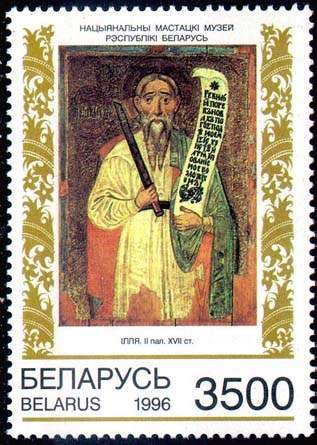
Почтовая марка Белоруссии

В 1996 году изображение иконы было использовано на почтовой марке «Белпочты».